# Hjältar av idag
Hjältar av idag (engelsk titel: Test Pilot) är en amerikansk film från 1938 regisserad av Victor Fleming.

## Handling
Ann Barton omsvärmas av de två provflygarna Jim Lane och Gunner Morris som arbetar med flygutprovningen av det nya flygplanet Boeing B-17. Under en belastningsutprovning när de båda piloterna flyger med flygplanet lastat med sandsäckar viker sig flygplanet och i den branta dykning som följer brister surrningen av barlasten och säckarna med sand kommer i rörelse. Tyngdpunkten förskjuts kastastrofalt och de störtar okontrollerat båda piloterna försöker rädda sig med fallskärm, men Gunner Morris kläms fast mellan sandsäckarna.  

## Rollista (i urval)
- Clark Gable - Jim Lane
- Myrna Loy - Ann Barton
- Spencer Tracy - Gunner Morris
- Lionel Barrymore - Howard B. Drake
- Samuel S. Hinds - General Ross
- Marjorie Main - Landlady
- Ted Pearson - Joe
- Gloria Holden - Mrs. Benson
- Louis Jean Heydt - Benson
- Virginia Grey - Sarah
- Priscilla Lawson - Mable
- Claudia Coleman - Mrs. Barton
- Arthur Aylesworth - Frank Barton